# Teplička nad Váhom
Teplička nad Váhom este o comună slovacă, aflată în districtul Žilina din regiunea Žilina. Localitatea se află la altitudinea de 356 m deasupra n.m., se întinde pe o suprafață de 10,88 km2 și în 2017 număra 4.217 locuitori.

## Istoric
Localitatea Teplička nad Váhom este atestată documentar din 1267.

## Demografie
| An:                | 1994 | 2004   | 2014    | 2024   |
| ------------------ | ---- | ------ | ------- | ------ |
| Număr de persoane: | 3275 | 3413   | 4040    | 4389   |
| Diferență:         |      | +4,21% | +18,37% | +8,63% |

| An:                | 2023 | 2024   |
| ------------------ | ---- | ------ |
| Număr de persoane: | 4406 | 4389   |
| Diferență:         |      | −0,38% |